# Festival des 3 Continents 2024
Le Festival des 3 Continents 2024, 46e édition du festival, se déroule du 15 au 23 novembre 2024 à Nantes.

## Déroulement
Outre la compétition, la 46e édition du festival propose des hommages à l'acteur et réalisateur indien Raj Kapoor et à l'actrice indienne Shabana Azmi, ainsi qu'une rétrospective consacrée au réalisateur hongkongais Derek Yee,.
La sélection est dévoilée le 24 octobre 2024.
Le 22 novembre 2024, le palmarès est dévoilé : le film Hanami de Denise Fernandes (pt) remporte la Montgolfière d'or, alors que le film Super Happy Forever de Kohei Igarashi remporte la Montgolfière d'argent,.

## Jury
- Olivier Babinet, réalisateur et scénariste
- Claire Diterzi, autrice et compositrice
- Aymerick Pilarski, directeur de la photographie
- Cyrielle Raingou, réalisatrice

## Sélection

### En compétition
- Cu Li ne pleure jamais de Phạm Ngọc Lan  Viêt Nam
- Hanami de Denise Fernandes (pt)  Portugal  Cap-Vert
- Hearth and Home (Alaav) de Prabhash Chandra  Inde
- Le Retour du projectionniste de Orkhan Aghazadeh  France  Allemagne
- Manas (film) de Marianna Brennand  Brésil
- Nocturnes de Anirban Dutta et Anupama Srinivasan (en)  Inde
- Rising Up at Night (Tongo Saa) de Bob Nelson Makengo  République démocratique du Congo
- Super Happy Forever de Kohei Igarashi  Japon
- The Fable (film) (en) de Raam Reddy (en)  Inde

### Séances spéciales
- Badnam Basti (en) de Prem Kapoor  Inde
- Black Box Diaries de Shiori Itō  Japon
- Jeunesse : Les Tourments de Wang Bing  Chine
- Kouté Vwa de Maxime Jean-Baptiste  Belgique
- Manthan de Shyam Benegal  Inde
- Ne tirez pas sur le cerf-volant de Tunç Başaran (en)  Turquie
- Our Demand de Daniela Seggiaro (pt)  Turquie
- Some Strings
- Teenage Fugitive de Chang Pei-Cheng  Taïwan
- The Last Tribe in China  Japon
- Maya Miriga (en) de Nirad Mohapatra (en)  Inde
- Ghatashraddha (en) de Girish Kasaravalli  Inde

### Hommage àShabana Azmi
- Ankur (The Seedling) de Shyam Benegal
- Nishant de Shyam Benegal
- Arth (film) (en) de Mahesh Bhatt
- Mandi (film, 1983) (en) de Shyam Benegal
- Masoom de Shekhar Kapur

### Hommage àRaj Kapoor
- Awaara de Raj Kapoor
- Shree 420 de Raj Kapoor
- Anari de Hrishikesh Mukherjee
- Jis Desh Mein Ganga Behti Hai (en) de Radhu Karmakar (en)
- Teesri Kasam (en) de Basu Bhattacharya (en)

### RétrospectiveDerek Yee
- Teesri Kasam (en) de Chu Yuan
- A Soul Haunted by Painting (en) de Huang Shuqin (en)
- The Legend of the Owl de David Chiang
- Din lo jing juen de Derek Yee
- People's Hero (en) de Derek Yee
- C'est la vie, mon chéri de Derek Yee
- Viva Erotica de Derek Yee
- One Nite in Mongkok de Derek Yee
- Protégé de Derek Yee
- I Am Somebody de Derek Yee
- In Broad Daylight de Lawrence Kan
- Time Still Turns the Pages (en) de Nick Cheuk (en)

## Palmarès
- Montgolfière d'or : Hanami de Denise Fernandes (pt)
- Montgolfière d'argent : Super Happy Forever de Kohei Igarashi
- Mention spéciale : Le Retour du projectionniste de Orkhan Aghazadeh
- Prix du Jury Jeune : Le Retour du projectionniste de Orkhan Aghazadeh
- Prix du public : Manas (film) de Marianna Brennand